# Wybory parlamentarne na Nauru w 1989 roku
Dziesiąte przedterminowe wybory do Parlamentu Nauru miały miejsce 9 grudnia 1989 roku. Na 42 kandydatów oddano 2345 głosów, 58 było nieważnych.
W sierpniu 1989 Hammer DeRoburt ustąpił ze stanowiska w wyniku wotum nieufności dotyczącego polityki inwestycyjnej i finansowej jego rządu. Z pomocą m.in. Kennana Adeanga nowym prezydentem został Kenos Aroi. Z powodów zdrowotnych Aroi musiał ustąpić ze stanowiska z końcem tej kadencji. Po wyborach, 12 grudnia, prezydentem został Bernard Dowiyogo.

## Szczegółowe wyniki wyborów

### Aiwo
Głosy ważne – 275,

Głosy nieważne – 8.
| Miejsce | Kandydat                | Wartość głosów |
| ------- | ----------------------- | -------------- |
| 1       | René Reynaldo Harris    | 151,750        |
| 2       | Kinza Godfrey Clodumar  | 134,770        |
| 3       | Libokomedo David Agir   | 121,430        |
| 4       | Patrick Deiri Cook      | 104,960        |
| 5       | Marsh Deigoub Bill      | 83,250         |
| 6       | Pamela Ebotsina Scriven | 77,580         |

### Anabar
Głosy ważne – 194,

Głosy nieważne – 1.
| Miejsce | Kandydat                  | Wartość głosów |
| ------- | ------------------------- | -------------- |
| 1       | Ludwig Derangadage Scotty | 152,300        |
| 2       | Obeira Menke              | 111,000        |
| 3       | Maein Deireragea          | 92,300         |

### Anetan
Głosy ważne – 250,

Głosy nieważne – 14.
| Miejsce | Kandydat                          | Wartość głosów |
| ------- | --------------------------------- | -------------- |
| 1       | Roy Demanganuwe Degoregore        | 141,790        |
| 2       | Ruby Eidagarube Japhet Dediya     | 116,390        |
| 3       | Lawrence Stephen                  | 106,420        |
| 4       | Vassal Abogo Gadoengin            | 75,450         |
| 5       | Rimone Tom                        | 71,580         |
| 6       | Adago Deinuwea Bucky Idarabwe Ika | 69,250         |
| 7       | Aloysius Gonzaga Namaduk          | 67,320         |

### Boe
Głosy ważne – 249,

Głosy nieważne – 15.
| Miejsce | Kandydat                        | Wartość głosów |
| ------- | ------------------------------- | -------------- |
| 1       | Hammer DeRoburt                 | 144,610        |
| 2       | Nangindeit Temanimon Kenos Aroi | 142,300        |
| 3       | Vollmer Mercury Appi            | 105,130        |
| 4       | August Detonga Deiye            | 89,650         |
| 5       | Tazio Gideon                    | 87,110         |

### Buada
Głosy ważne – 195,

Głosy nieważne – 2.
| Miejsce | Kandydat               | Wartość głosów |
| ------- | ---------------------- | -------------- |
| 1       | Vinson Franco Detenamo | 157,300        |
| 2       | Ruben James Tullen Kun | 114,000        |
| 3       | Walwyn Bernicke        | 86,170         |

### Meneng
Głosy ważne – 342,

Głosy nieważne – 15.
| Miejsce | Kandydat                     | Wartość głosów |
| ------- | ---------------------------- | -------------- |
| 1       | Paul Denabauwa Jeremiah      | 184,660        |
| 2       | Vinci Niel Clodumar          | 166,550        |
| 3       | Bobby Ingitebo Ralph Eoe     | 156,520        |
| 4       | Joshua Porthos Bwaidongo Bop | 112,930        |
| 5       | Johnny Taumea Agadio         | 92,930         |
| 6       | Akeidu Adenoango Kepae       | 90,870         |
| 7       | Ralph Steven                 | 82,300         |

### Ubenide
Głosy ważne – 552,

Głosy nieważne – 0.
| Miejsce | Kandydat                       | Wartość głosów |
| ------- | ------------------------------ | -------------- |
| 1       | Bernard Annen Auwen Dowiyogo   | 294,500        |
| 2       | Kennan Ranibok Adeang          | 235,370        |
| 3       | Robidok Bagewa Buraro Detudamo | 229,950        |
| 4       | Derog Gioura                   | 223,330        |
| 5       | Mark Dennis Ruben Kun          | 207,530        |
| 6       | Paul Lawrence Maginkieo Ribauw | 162,170        |

### Yaren
Głosy ważne – 230,

Głosy nieważne – 3.
| Miejsce | Kandydat                             | Wartość głosów |
| ------- | ------------------------------------ | -------------- |
| 1       | Pres-Nimes Dabwadauw Ekwona          | 143,420        |
| 2       | Ludwig Dowong Keke                   | 114,220        |
| 3       | Anthony Kododo Detsimea Audoa        | 107,620        |
| 4       | Alfred Derangdedage Bribirinang Dick | 89,850         |
| 5       | Fida Ewadangin Beiyoun Ika           | 70,700         |